# Otherside
Otherside (englisch für „Andere Seite“) ist ein Lied der US-amerikanischen Rockband Red Hot Chili Peppers. Der Song ist die dritte Singleauskopplung ihres siebten Studioalbums Californication und wurde am 8. November 1999 veröffentlicht.

## Inhalt
Otherside behandelt den Kampf gegen die Drogensucht und einen möglichen Ausweg im Tod oder einem drogenfreien Leben. Der Text ist überwiegend kryptisch und mehrdeutig. Das Thema hat einen realen Bandbezug: So starb der frühere Gitarrist Hillel Slovak 1988 an einer Überdosis Heroin und auch die Bandmitglieder Flea, John Frusciante sowie Anthony Kiedis waren jahrelang drogenabhängig.

“How long, how long will I slide?

Separate my side

I don’t, I don’t believe it’s bad

Slit my throat, it’s all I ever”

## Produktion
Der Song wurde von dem US-amerikanischen Musikproduzenten Rick Rubin produziert. Als Autoren fungierten die vier Bandmitglieder Flea, John Frusciante, Anthony Kiedis und Chad Smith.

## Musikvideo
Bei dem zu Otherside gedrehten Musikvideo, das vom deutschen expressionistischen Stummfilm Das Cabinet des Dr. Caligari inspiriert wurde, führte das US-amerikanische Regisseur-Duo Jonathan Dayton und Valerie Faris Regie. Es ist teilweise in Schwarz-weiß gehalten und enthält Elemente des Kubismus sowie Werke des Künstlers M. C. Escher. Auf YouTube verzeichnet das Video über 550 Millionen Aufrufe (Stand Mai 2021).
Es besitzt eine comicähnliche Handlung, die sich um einen jungen Mann dreht, der im Krankenhaus in Narkose versetzt wird und träumt. In seinem Traum kämpft er zuerst gegen einen Drachen (Drachen jagen = Heroin konsumieren), dann gegen seinen eigenen Schatten und schließlich gegen einen Raben. Die Bandmitglieder befinden sich an ungewöhnlichen Orten: So singt Anthony Kiedis in einem Turm, während John Frusciante in einem Korridor auf einem Seil, ähnlich wie eine Gitarre, spielt. Flea hängt in Stromleitungen und spielt diese wie eine Gitarre, und Chad Smith trommelt auf einer rotierenden, mittelalterlichen Turmuhr.

## Single

### Covergestaltung
Das Singlecover zeigt einen Tornado, der über eine Landschaft hinwegzieht. Im oberen Teil des Bildes befinden sich die Schriftzüge Otherside in Schwarz und Red Hot Chili Peppers in Weiß. Dabei ist der Titel Otherside in Spiegelschrift sowie von rechts nach links geschrieben. Im Hintergrund ist grauer Himmel zu sehen.

### Titelliste
1. Otherside – 4:15
2. How Strong – 4:43
3. My Lovely Man (Live) – 5:18
4. Road Trippin’ (Without Strings) – 3:25

### Chartplatzierungen
Otherside stieg am 14. Februar 2000 auf Platz 45 in die deutschen Charts ein und erreichte zwei Wochen später mit Rang 44 die Höchstposition. Insgesamt konnte sich die Single neun Wochen lang in den Top 100 halten. Am erfolgreichsten war der Song in Neuseeland, wo er Platz 5 belegte. Auch in den Vereinigten Staaten feierte das Lied mit Rang 14 sowie 22 Chartwochen einen Erfolg.
| ChartsChartplatzierungen       | Höchstplatzierung | Wochen |
| ------------------------------ | ----------------- | ------ |
| Deutschland (GfK)              | 44 (9 Wo.)        | 9      |
| Schweiz (IFPI)                 | 65 (7 Wo.)        | 7      |
| Vereinigte Staaten (Billboard) | 14 (22 Wo.)       | 22     |
| Vereinigtes Königreich (OCC)   | 33 (2 Wo.)        | 2      |

| ChartsJahrescharts (2000)      | Platzierung |
| ------------------------------ | ----------- |
| Vereinigte Staaten (Billboard) | 59          |

### Auszeichnungen für Musikverkäufe
Otherside wurde im Jahr 2022 für mehr als 600.000 Verkäufe im Vereinigten Königreich mit einer Platin-Schallplatte ausgezeichnet. Für über fünf Millionen verkaufte Einheiten erhielt es 2024 in den Vereinigten Staaten eine fünffache Platin-Schallplatte.

| Land/Region                  | Auszeichnungen für Musikverkäufe (Land/Region, Auszeichnung, Verkäufe) | Verkäufe  |
| ---------------------------- | ---------------------------------------------------------------------- | --------- |
| Dänemark (IFPI)              | Gold                                                                   | 45.000    |
| Italien (FIMI)               | 2× Platin                                                              | 200.000   |
| Kanada (MC)                  | 5× Platin                                                              | 400.000   |
| Neuseeland (RMNZ)            | 4× Platin                                                              | 120.000   |
| Portugal (AFP)               | 3× Platin                                                              | 30.000    |
| Spanien (Promusicae)         | Platin                                                                 | 60.000    |
| Vereinigte Staaten (RIAA)    | 5× Platin                                                              | 5.000.000 |
| Vereinigtes Königreich (BPI) | Platin                                                                 | 600.000   |
| Insgesamt                    | 1× Gold · 21× Platin ·                                                 | 6.455.000 |

Hauptartikel: Red Hot Chili Peppers/Auszeichnungen für Musikverkäufe